# Dinastia
Una dinastia és una sèrie de governants d'un o diversos estats emparentats entre si, o provinents tots d'un mateix llinatge. Per extensió s'aplica a tota una família que acumula grans quotes de poder econòmic, polític o social durant diverses generacions. La dinastia és la forma de successió de la monarquia, on l'hereu del llinatge succeeix el monarca que ha mort o abdicat. Usualment l'hereu és el fill gran però pot designar-se específicament un altre grau de parentiu.

## Algunes dinasties al llarg de la història

### Antic Egipte
- Dinastia 0
- Dinastia I
- Dinastia II
- Dinastia III
- Dinastia IV
- Dinastia V
- Dinastia VI
- Dinastia XXV

### Xina
- Dinastia Xia
- Dinastia Shang (segle xv aC - segle XI aC)
- Dinastia Qin (221 aC - 206 aC)
- Dinastia Han (206 aC - 220)
- Dinastia Jin (265-420)
- Dinastia dels Jin anteriors, fundada el 350.
- Dinastia dels Jin posteriors, fundada el 384.
- Dinastia Sui
- Dinastia Tang (618 - 907)
- Dinastia Song (960 - 1279)
- Dinastia Yuan (1271 - 1368)
- Dinastia Ming (1368 - 1644)
- Dinastia Qing (1644 - 1912)

### Imperi Romà
per als diferents llinatges gentils.
- Dinastia Julio-Clàudia (27 aC - 68)
- Dinastia Flàvia (69 - 96)
- Dinastia Antonina (96 - 192)
- Dinastia Sever (193 - 235)

### Imperi Romà d'Orient
- Dinastia justiniana (518 - 602)

### Sacre Imperi RomanogermàniciAlemanya
- Dinastia carolíngia (843 - 911)
- Dinastia Conradina (911 - 918)
- Dinastia Saxona-Ottoniana (919 - 1024)
- Dinastia Francònia (1024 - 1125)
- Dinastia Supplinburger (1125 - 1137)
- Dinastia Hohenstaufen (1137 - 1254)
- Dinastia Habsburg (1273 - 1291, 1298 - 1308 i 1438 - 1806)

- Casa de Lorena (1745 - 1806)

- Dinastia Nassau (1291 - 1298)
- Dinastia Luxemburg (1308 - 1313, 1347 - 1400 i 1410 - 1437)
- Dinastia Wittelsbach (1314 - 1347, 1400 - 1410 i 1742 - 1745)
- Dinastia Hohenzollern (1871 - 1918)

### Regne d'Anglaterra
- Dinastia Saxona (802 - 1016 i 1042 - 1066)
- Dinastia Danesa (1013 - 1014 i 1016 - 1042)
- Dinastia Normanda (1066 - 1154)

- Casa de Blois (1135 - 1154)

- Dinastia Plantagenet (1154 - 1485)

- Casa d'Anjou (1154 - 1399)
- Casa de Lancaster (1399 - 1460 i 1470 - 1471)
- Casa de York (1460 - 1461 i 1471 - 1485)

- Dinastia Tudor (1485 - 1603)
- Dinastia Stuart (1603 - 1649 i 1660 - 1714)
- Dinastia Hannover 81714 - 1901)
- Dinastia Saxònia-Coburg-Gotha (1901-present)

- Casa de Windsor des de 1917

### Regne d'Escòcia
- Casa d'Alpin (843 - 1058)
- Cada Dunkeld (1058 - 1290)
- Casa Baliol (1292 - 1296 i 1332 - 1336)
- Casa de Bruce (1306 - 1371)
- Dinastia Stuart (1603 - 1603)

### Francs i Regne de França
- Dinastia merovíngia (481 - 751)
- Dinastia carolíngia (751 - 843) final del regne franc
- Dinastia carolíngia (843 - 987) inici del regne de França
- Dinastia Capet (987 - 1328)
- Dinastia Valois (1328 - 1589)

- Casa d'Orleans (1498 - 1515)
- Casa d'Angoulema (1515 - 1589)

- Dinastia Borbó (1589 - 1792 i 1814 - 1848)

- Casa d'Orleans (1830 - 1848)

- Dinastia Bonaparte (1804 - 1814 i 1852 - 1870)

### Hongria
- Dinastia Árpád (v 895 - 1301)
- Dinastia Premíslida (1301 - 1305)
- Dinastia Wittelsbach (1305 - 1308)
- Dinastia Capet, casa d'Anjou (1308 - 1386)
- Dinastia Luxemburg (1387 - 1437)
- Dinastia Habsburg (1437 - 1457, 1526 - 1564 i 1563 - 1918)
- Dinastia Jaguelló (1440 - 1526)
- Dinastia Zapolya (1526 - 1571)

### Països Baixos
- Casa d'Orange-Nassau (1572-present)

### Península Ibèrica

#### Aragóicomtats catalans
- Dinastia Ximena (925 - 1162)
- Casal de Barcelona (1162 - 1410)
  - Dinastia Bel·lònida des de Bel·ló de Carcassona fins a Martí l'Humà
  - Dinastia Trastàmara (1412 - 1516) des de Ferran d'Antequera fins a Ferran el Catòlic
  - Dinastia dels Habsburg (1516 - 1711) des de Carles I fins al rei Carles III d'Aragó

- Martorell (llinatge)
- Fenollet (llinatge)
- Rocabertí (llinatge)
- Fortià (llinatge)
- Vilamarí (llinatge)
- Malmercat (llinatge)
- Cervera (llinatge), estament noble de l'alta Segarra.
- Llinatge de Foixà. Llinatge noble dels senyors de Foixà, al comtat d'Empúries.
- Rocabertí (llinatge)
- Llinatge dels Cardona
- Llinatge Orís
- Montcada (llinatge)
- Llinatge dels Banyuls
- Llinatge dels Sentmenat

#### Regne d'Astúries
- Dinastia Astur (718 - 739)
- Dinastia càntabra o Dinastia Pérez (739 - 925)

#### Regne de Castella
- Llinatge dels Lara (930 - 1029)
- Dinastia Ximena (1029 - 1126
- Dinastia Borgonya (1126 - 1369)
- Dinastia Trastàmara (1369 - 1516)
- Dinastia Habsburg (1516 - 1700)

#### Regne de Lleó
- Dinastia Astur (910 - 1065)
- Dinastia Ximena (1037 - 1126)
- Dinastia Borgonya (1126 - 1230)

#### Regne de Navarra
- Dinastia Arista (810 - 905)
- Dinastia Ximena (851 - 1234)
- Dinastia Xampanya (1234 - 1305)
- Dinastia Capet (1284 - 1349)
- Dinastia Evreux (1328 - 1441)
- Dinastia Trastàmara (1425 - 1479)
- Dinastia Foix (1479 - 1513)
- Dinastia Albret (1494 - 1572)
- Dinastia Borbó (1572 - 1620)

#### Regne d'Espanya
- Dinastia Borbó (1700 - 1808, 1813 - 1868, 1874 - 1931, 1975-present)
- Dinastia Bonapart (1808 - 1813)
- Dinastia Savoia (1871 - 1873)

#### Regne de Portugal
- Dinastia Borgonya (1093 - 1383)
- Dinastia Avís (1385 - 1580)
- Dinastia Habsburg (1580 - 1640)
- Dinastia Bragança (1640 - 1910)

- Dinastia Bragança-Wettin (1853 - 1910)

### Península Italiana
- Orsini, per al llinatge que dominaren territoris de la península Itàlica entre els segles XII i XIV.

#### Regne de Sicília
- Dinastia Hauteville (1071 - 1198)
- Dinastia Hohenstaufen (1194 - 1266)
- Dinastia Capet, Casa d'Anjou (1266 - 1282)
- Casal de Barcelona (1282 - 1410)
- Dinastia Trastàmara (1412 - 1516)
- Dinastia Habsburg (1516 - 1700 i 1720 - 1735)
- Dinastia Borbó (1700 - 1713 i 1735 - 1860)
- Dinastia Savoia (1713 - 1720)

#### Regne de Nàpols
- Dinastia Capet, Casa d'Anjou (1282 - 1442)
- Dinastia Trastàmara (1442 - 1516)
- Dinastia Habsburg (1516 - 1700 i 1707 - 1735)
- Dinastia Borbó (1700 - 1707, 1735 - 1806 i 1815 - 1860)
- Dinastia Bonaparte (1806 - 1815)

#### Regne d'Itàlia (1861–1946)
- Dinastia Savoia (1861 - 1946)

### Polònia
- Dinastia Piast (segle ix - 1296 i 1306 - 1370)
- Dinastia Premíslida (1291 - 1306)
- Dinastia Capet, Casa d'Anjou (1306 - 1399)
- Dinastia Jaguelló (1386 - 1572 i 1575 - 1586)
- Dinastia Valois (1573 - 1574)
- Casa Bathory (1576 - 1586)
- Dinastia Vasa (1587 - 1668)
- Casa Wisniowiecki (1669 - 1673)
- Casa de Sobieski (1674 - 1696)
- Dinastia Wettin (1697 - 1706 i 1709 - 1733)
- Casas Leszczynski (1704 - 1709 i 1733 - 1736)
- Casa Poniatowski (1764 - 1795)

### Romania
- Dinastia Hohenzollern-Sigmaringen (1881 - 1947)

### Rússia
- Dinatia Rurikovich (862 - 1598)
- Dinastia Romanov (1613 - 1917)

- Casa Oldenburg (1762 - 1917)

### Regne de Suècia
- Casa Munso (970 - 1060)
- Casa Stenkil (1060 - 1130)
- Casa Sverker (1130 - 1222)
- Casa Éric (1156 - 1250)
- Dinastia Folkung (1248 - 1387)
- Dinastia Vasa (1521 - 1654)
- Casa Wittelsbach o Casa de Palatinat-Zweibrücken-Kleeburg (1654 - 1720)
- Casa Hesse (1720 - 1751)
- Casa Holstein-Gottorp (1751 - 1818)
- Casa Bernadotte (1818-present)

### Califat àrab
- Dinastia omeia